# دهستان درپونگ
دهستان درپونگ (به لاتین: Drepung Gewog) یک دهستان در کشور بوتان است که در ناحیهٔ مونگار واقع شده‌است.